# 亚历山德罗·阿尔托贝利
亚历山德罗·阿尔托贝利（義大利語：Alessandro Altobelli，1955年11月28日—），出生于意大利拉蒂纳的小镇松尼诺，绰号為“别针”。已退役的意大利职业足球运动员，场上司职中锋。曾经效力过国际米兰和尤文图斯等球队。意大利足坛历史最佳球员之一。

## 俱乐部生涯
阿尔托贝利的足球生涯起步于当时的丙级球队拉蒂纳。1973年，在他18岁的时候，他加入了意乙球队布雷西亚。1977年，22岁的阿尔托贝利转会来到了蓝黑军团国际米兰，并帮助球队夺得了意大利杯的冠军（1977-78/1981-82赛季）和意甲联赛的冠军（1979-80赛季）。效力国际米兰11年，他十次成为队内的联赛最佳射手。效力国米11个赛季，阿尔托贝利在国际米兰和意大利国家队历史上留下了一系列辉煌的记录。他为国际米兰出战466场，列俱乐部历史第8位；他为国际米兰打入209粒进球，仅次于国米之神朱塞佩·梅阿查；他在国际米兰的欧洲赛事和意大利杯进球榜上均列第一；他职业生涯共打入298粒进球，列意大利球员历史第四。他的39粒欧洲赛事进球长期位列意大利球员第一，直到多年以后才被“超级皮波”菲利波·因扎吉打破。
1988年，他转会去到了尤文图斯。次年，他回到了布雷西亚，并最终在那里退役。

## 国家队生涯
阿尔托贝利为意大利国家队出场61次，并打进25球。在1982年，他随队夺得了在西班牙举办的世界杯的冠军。

## 个人荣誉
- 1977/78赛季意大利杯冠军(国际米兰)
- 1979/80赛季意大利甲级联赛冠军(国际米兰)
- 1981/82赛季意大利杯冠军(国际米兰)
- 1982年西班牙世界杯冠军(意大利)